# 斎藤緑雨
斎藤 緑雨（さいとう りょくう　齋藤緑雨、1868年1月24日（慶応3年12月30日） - 1904年（明治37年）4月13日）は、明治時代の小説家、評論家。本名・賢（まさる）。「正直正太夫」をはじめ、「江東みどり」「登仙坊」など別名も多数ある。幸田露伴がつけたという戒名は「春暁院緑雨醒客」。

## 生涯
1868年1月24日（慶応3年12月30日）、伊勢国神戸（現在の三重県鈴鹿市神戸（かんべ））で津藩の医師・斎藤利光の子として生まれ、10歳で上京。父が藤堂候の侍医だったことから、本所緑町（現在の東京都墨田区緑）の藤堂邸内に居住していた。緑雨の号は緑町に住んだことに由来する。東京府中学、明治義塾を経て、明治法律学校（現在の明治大学）に進学するが、弟たちのために中途で学業を廃し、文筆で立つことを決意する。
1884年（明治17年）より仮名垣魯文に師事し、〈江東みどり〉の筆名でいくつかの小説を書く。その後、1889年（明治22年）から1890年（明治23年）に『小説八宗』、『初学小説心得』、『小説評注問答』などのパロディ精神にあふれた評論を書き、辛辣な批評家として自他ともに許す。1891年（明治24年）に『油地獄』、『かくれんぼ』などの作品で小説家としても認められるが、生活は苦しかった。
萬朝報・読売新聞・二六新報などの新聞で「眼前口頭」をはじめとするアフォリズムを連載する。萬朝報記者だった幸徳秋水と親交。1895年（明治28年）9月から時論日報という新聞の編輯主幹を任され、同じく仮名垣魯文の弟子で「今日新聞」にいた時の同僚であった野崎左文を招いて顧問とした。
樋口一葉の真価を理解評価し、森鷗外・幸田露伴とともに「三人冗語」で紹介した一人である。1896年（明治29年）1月に手紙をやりとりし始め、緑雨は直截な批評を一葉に寄せるようになる。樋口家を訪問しては一葉と江戸文学や当時の文壇について語り明かし、一葉は「敵にまわしてもおもしろい。味方にするとなおおもしろそうだ」とその印象を日記に書き記している。以来、一葉が没するまで2人の交流は続く。
1899年（明治32年）に、「一葉全集」（博文館）の校訂を引き受け、遺族の生活を請け負う一方、一葉日記を手元にとどめ、亡くなる直前に友人の馬場孤蝶に託したことにも、緑雨の一葉への愛着がうかがえる。
肺結核にかかり、1900年（明治33年）10月23日から鵠沼の旅館東屋で転地療養し、1901年4月13日、東屋の女中頭金澤タケを伴って、タケの実家のある小田原に移り、タケと結婚する。小田原で二年間療養するが、病状はかんばしくなく、東京に戻る。しかしなかなか働き口がなかった。
友人の秋水は堺利彦らと発行していた「週刊・平民新聞」に、緑雨のために「もゝはがき」という欄を設け、原稿料を得ることができるようにした。緑雨はその送金が待ちきれずに、病躯をおして平民社に受け取りに来る時も多くあり、秋水はいつも、小遣い銭を加えて渡すようにしていたという。
1904年（明治37年）4月13日、「僕本月本日を以て目出度死去致候間此段広告仕候也」と孤蝶に口述筆記させた死亡広告（翌14日に万朝報掲載）を遺し、東京市・本所横網町（現在の東京都墨田区横網）の自宅で、36歳で病死した。戒名は春暁院緑雨醒客居士（幸田露伴の撰）。
弟子に小杉天外らがいる。

## 警語
その常識に捉われない機知は、1901年（明治34年）1月から1903年（明治36年）7月まで萬朝報・読売新聞・二六新報などの新聞に発表された「眼前口頭」をはじめとするアフォリズム集によくあらわれている。
- " 按ずるに筆は一本也、箸は二本也。衆寡敵せずと知るべし "
- "ギヨエテとは 俺のことかと ゲーテ云ひ"[8]

## 近年刊行の著作
- 『あられ酒』（岩波文庫 1939年、復刊1985年、1999年） ISBN 4003111117
- 『油地獄 他二篇』（岩波文庫 1939年、復刊1988年） ISBN 4003111125
- 『かくれんぼ 他二篇』（岩波文庫 1939年、復刊1991年） ISBN 4003111133
- 『緑雨警語』（中野三敏編、冨山房百科文庫 1991年） ISBN 4572001413
  - 「眼前口頭」「霏々剌々」「巌下電」「両口一舌」「青眼白眼」「長者短者」「半文銭」「大底小底」

- 『齋藤緑雨集　明治文學全集 第28巻』（稲垣達郎編　筑摩書房、初版1966年、新版刊）
- 『齋藤緑雨全集』（筑摩書房（全8巻） 1990年～2000年）
- 『明治の文学15　齋藤緑雨』（坪内祐三・南伸坊編、筑摩書房 2002年） ISBN 4480101551
- 『風刺文学集　新日本古典文学大系明治編 29』（岩波書店 2005年）ISBN 4002402290
  - 「かくれんぼ」「あま蛙」「小説評註問答（しょうせつひょうちゅうもんどう）」「眼前口頭（がんぜんこうとう）」を所収。
- 『緑雨遺稿』（木下出版商社 1907年[9]）（復刻版 湖北社 1982年）

## その他
- 伝記に吉野孝雄（宮武外骨の甥）『飢は恋をなさず　齋藤緑雨伝』（筑摩書房　1989年）。
- 1992年より、鈴鹿市が斎藤緑雨賞を設立したが、費用対効果（宣伝効果）が薄いとして1996年度で終了した。4年間で6作品が受賞している。
- 2004年4月に起こった最初のイラク日本人人質事件で、『讀賣新聞』4月14日号のコラム「編集手帳」は、斎藤の死亡広告を冒頭に引用した。その上で、「イラクでの人質事件では、自衛隊の撤退を求める被害者家族の声を「人の心の自然」として理解しつつも、首を横に振らねばならない苦しさ、むずかしさを教えられた。百年前に三十六歳で世を去った人は、折に触れて物思いに誘ってくれる」と主張した。このコラムは、被害者が解放される以前に書かれた。